# Хипотеза фантомског времена
Хипотеза фантомског времена је историјска теорија завјере коју је први представио Хериберт Илиг. Први пут објављена 1991, по хипотези цар Светог римског царства Отон III, папа Силвестар II и можда византијски цар Константин VII су ретроактивно измислили систем датирања Године Господње (послије Христа), како би се поставили у посебну 1000. годину послије Христа и тиме преиначили историју како би се легитимисале Отонове претензије на Свето римско царство. Илиг је вјеровао да је то постигнуто преиначењем, лажним приказивањем и фалсификовањем писаних и физичких доказа. Према овом сценарију, читав каролиншки период је измишљен, укључујући лик Карла Великог, а раном средњем вијеку придодато је „фантомско вријеме” од 297 година (614—911).

## Хериберт Илиг
Хериберт Илиги је рођен 1947. у граду Фохенштраус у Баварској. Био је активан у удружењу Друштво за реконструкцију људске и природне историје, које је било посвећено Имануелу Великовском. Био је уредник часописа Vorzeit-Frühzeit-Gegenwart (срп. Прошлост—Рана—Садашњост). Радио је као издавач и аутор од 1995. у сопственој издавачкој кући Mantis-Verlag и издавао свој часопис Zeitensprünge (срп. Скокови у времену). Изван сопствених публикација везаних за ревидирану хронологију, уређивао је дјела Егона Фридела.
Прије него што се фокусирао на раносредњовјековни период, Илиг је објавио разне приједлоге за преиспитивање преисторије и античког доба Египта. Његови приједлози били су истакнути у њемачких популарним медијима током деведесетих година 20. вијека. Његов Das erfundene Mittelalter (срп. Измишљени средњи вијек) из 1996, стекао је научна признања, али су га историчари универзално одбацили као фундаментално мањкав. Часопис Ethik und Sozialwissenschaften (срп. Етика и друштвене науке) понудио је 1997. платформу за критичку расправу о Илиговом приједлогу, а један број историчара је коментарисао његове различите аспекте. Послије 1997. научна опажања Илогових идеја су се умањила, иако се у њемачким популарним медијима о њима и даље расправљало као псеудоисторији. Илиг је наставио да објављује „хипотезу фантомског времена” намјање до 2013. године. Исте године објавио је на неповезану тему историје умјетности, о њемачком ренесансном мајстору Антону Пилграму, али поново предлажући ревизију конвенционалне хронологије и залажући се за укидање умјетничко-историјске категорије маниризма.

## Приједлог
Основе Илигове хипотезе укључују:
- Оскудност археолошких доказа који се могу поуздано датирати у периоду 614—911, уочене неадекватности радиометричких и дендрохронолошких метода датирања овог периода и превелико ослањање средњовјековних историчара на писане изворе.
- Присуство романске архитектуре у западној Европи 10. вијека, што указује на то да римско доба није било тако давно као што се уобичајено мислило.
- Веза између јулијанског календара, грегоријанског календара и астрономске соларне или тропске године у основи. Јулијански календар, који је увео Јулије Цезар, дуго је био познат по томе што је уносио несклад из тропске године око једног дана за сваки вијек у коме се календар користио. До увођења грегоријсканског календара 1582, Илиг тврди да је стари јулијански календар требао створити несклад од тринаест дана између њега и стварног (или тропског) календара. Умјесто тога, астрономи и математичари које је унајмио папа Гргур XII открили су да је за грађански календар потребно прилагодити само десет дана (послије четвртка 4. октобра 1582. према јулијанском календару, услиједио је први дан грегоријанског календара, петак 15. октобар 1582). Из овога Илиг закључује да се у период послије Христа броје отприлике три вијека која никада нису постојала.

## Критике
- Најтежи изазов теорији су сигурно посматрања у древној астрономији, посебна помрачења Сунца која су наводили европски извори прије 600. (када би фантомско вријеме искривило хронологију). Поред неколико других који су можда превише неодређени да би оспорили хипотезу фантомског времена, посебно су два датирана с довољном тачношћу да доведу у питање хипотезу. Једно је забиљежио Плиније Старији 59,[8] а друго Фотије 418. године.[9] Оба датума су потврдила помрачења. Поред тога, посматрања током династије Танг у Кини и Халејева комета, на примјер, у складу су са тренутном астрономијом без додавања „фантомског времена”.[10][11]
- Археолошки остаци и методе датирања попут дендрохронологије побијају, а не подржавају, „фантомско вријеме”.[12]
- Грегоријанска реформа никада није имала за циљ да календар усклади са јулијанским календаром какав је постојао у вријеме његовог увођења 45. прије н. е, али као што је постојала 325. н. е, у вријеме Никејског сабора, који је успоставио метод за одређивање датума Ускрса утврђивањем прољећне равнодневнице 21. марта по јулијанском календару. Астрономска равнодневница 1582. се догодила 10. марта по јулијанском календару, али се Ускрс и даље рачунао из номиналне равнодневнице 21. марта. Астрономска прољећна равнодневница 45. п. н. е. догодила се 23. марта. Илигова „три вијека која недостају” тако одговарају 369 година између успостављања јулијанског календара 45. п. н. е. и утврђивањем датума Ускрса на Никејском сабору 325. године н. е.[13]
- Ако су Карло Велики и династија Каролинга измишљени, морала би да постоји одговарајућа измишљена историја остатка Европе, укључујући англосаксонску Европу, папство и Византију. Период „фантомско времена” такође обухвата живот Мухамеда и исламску експанзију на подручје бившег Римског царства, укључујући освајање визиготског Пиринејског полуострва. И ова историја би морала бити фалсификована или драстично погрешно постављена. Такође би се морала изравнати са историјом кинеске династије Танг и њеним контактом са исламом, као у бици код Таласа.[11][14]